# Charles Augustus Bennet (5e comte de Tankerville)
Pour les articles homonymes, voir Bennet.
Charles Augustus Bennet (28 avril 1776 – 25 juin 1859) est un homme politique britannique.

## Biographie
Fils de Charles Bennet (4e comte de Tankerville) et neveu de Sir James Colebrooke, il suivit ses études à Eton et au Trinity College.
Il siège en tant que député pour Steyning de 1803 à 1806, pour Knaresborough de 1806 à 1818 et pour Berwick de 1820 à 1822. Il a été Trésorier de la Maison de 1806 à 1807 dans le Ministère de tous les talents dirigée par Lord Grenville. Il a été admis au Conseil privé en 1806. En 1822, il succède à son père dans le comté et à la Chambre des lords.

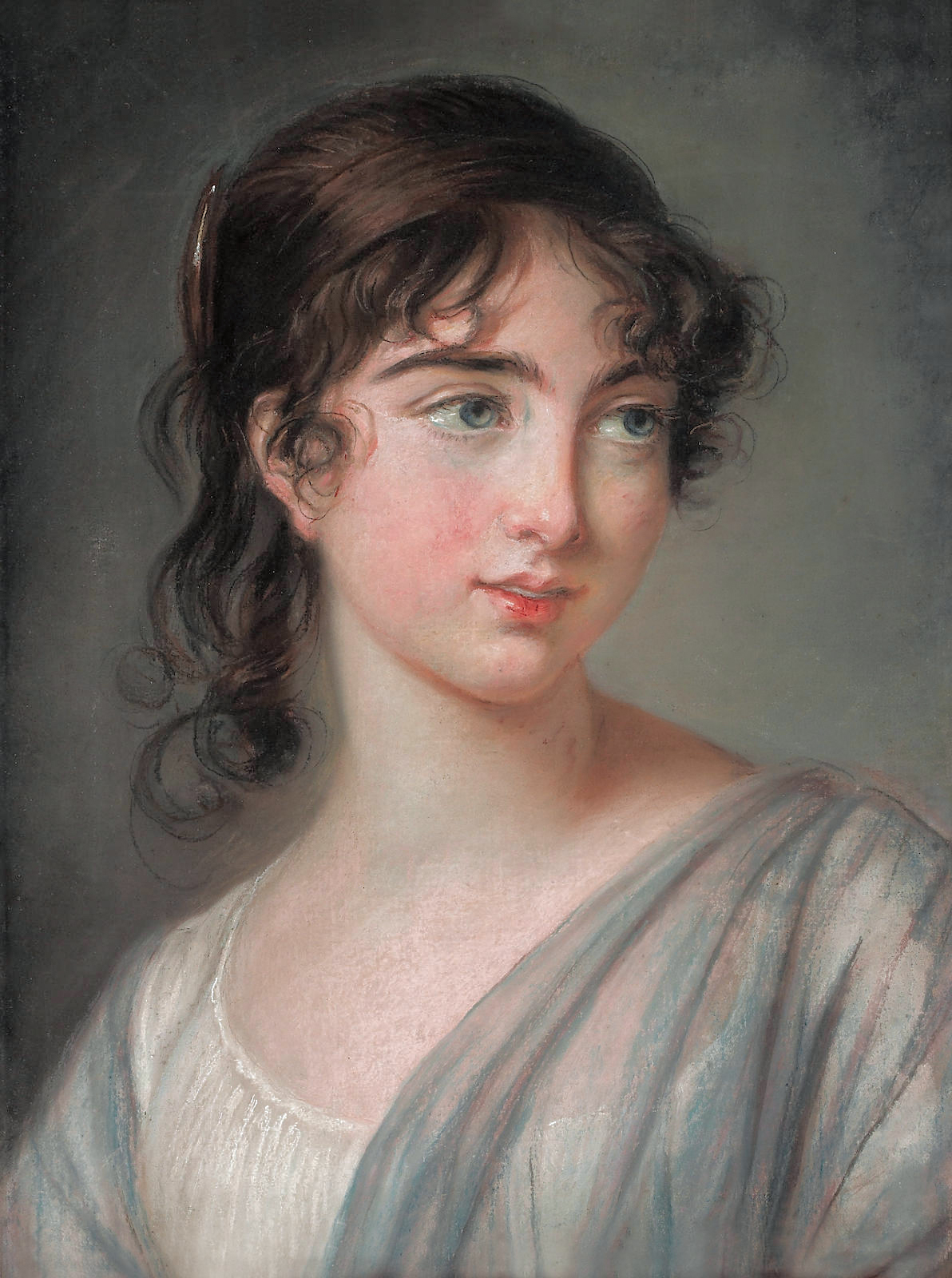
Portrait de Corisande de Gramont
en 1806 Comtesse de Tankerville
par Élisabeth Vigée Le Brun
Collection privée
Vente Bonhams 2009

Il a épousé Corisande-Armandine-Léonie de Gramont, fille du duc Antoine-Louis-Marie de Gramont et d'Aglaé de Polignac, le 28 juillet 1806. Ils ont eu deux enfants, Charles Augustus Bennet (6e comte de Tankerville) et Lady Corisande Emma Bennett, qui a épousé James Harris, 3e comte de Malmesbury.